# 2-heptanol
2-heptanol is een organische verbinding met als brutoformule C7H16O. Het is een ontvlambare kleurloze vloeistof, die reageert met sterk oxiderende stoffen. Doordat het koolstofatoom waaraan de hydroxylgroep is gebonden, chiraal is, komt de verbinding voor als 2 isomeren.